# Chiến tranh Hán-Trọng Gia
Chiến tranh Hán-Trọng Gia là một cuộc chiến đầu thời Tam Quốc giữa các quân phiệt nhân danh nhà Đông Hán chống lại triều đình Trọng Gia mà Viên Thuật xưng đế năm 197. Chiến dịch kết thúc bằng sự diệt vong của Viên Thuật.

## Hoàn cảnh
Sau khi Đổng Trác bị các chư hầu chống lại phải mang triều đình nhà Đông Hán chạy về Tràng An, các chư hầu chia phe phái đánh lẫn nhau. Năm 191, Tôn Kiên nghe lời Viên Thuật đem quân tiến đánh Kinh Châu, chinh phạt Lưu Biểu, bị tử trận. Con Tôn Kiên là Tôn Sách phải nương nhờ Viên Thuật. Thuật bèn nhân cơ hội vợ Tôn Kiên là Ngô thị đem quan tài chồng về quê. Năm 197, được ngọc tỷ Viên Thuật kiêu ngạo muốn hư danh nên lên ngôi hoàng đế ở 2 quận ông cai trị tại Thọ Xuân (Hoài Nam). Viên Thuật không tìm được đồng minh, bị các quân phiệt cát cứ ở các châu lấy danh nghĩ phò Hán hợp binh đánh Viên Thuật.

## Hậu quả và ý nghĩa
Cuối cùng Viên Thuật bại trận, các chư hầu chiến thắng lại đánh nhau. Việc Viên Thuật xưng đế được cho là ngu ngốc khi ông chỉ mới có 2 quận không bằng các chư hầu như Tào Tháo, Viên Thiệu, Lã Bố, Tôn Sách,... lại càng bị các chư hầu hợp binh tiêu diệt kết thúc vương triều do Trọng Gia Hoàng Đế Viên Thuật lập nên.